# 维勒西安
维勒西安（法語：Villecien，法語發音：[vilsjɛ̃]）是法国勃艮第-弗朗什-孔泰大区约讷省的一个市镇，属于欧塞尔区。

## 地理
维勒西安（48°0'26"N, 3°19'46"E）面积7.6 平方千米，位于法国勃艮第-弗朗什-孔泰大區约讷省，该省份为法国中北部内陆省份，西接卢瓦雷省，西北接塞纳-马恩省，南至涅夫勒省，东临科多尔省，东北与奥布省接壤。
与维勒西安接壤的市镇（或旧市镇、城区）包括：维勒瓦利耶、塞济、茹瓦尼、约讷河畔圣欧班。

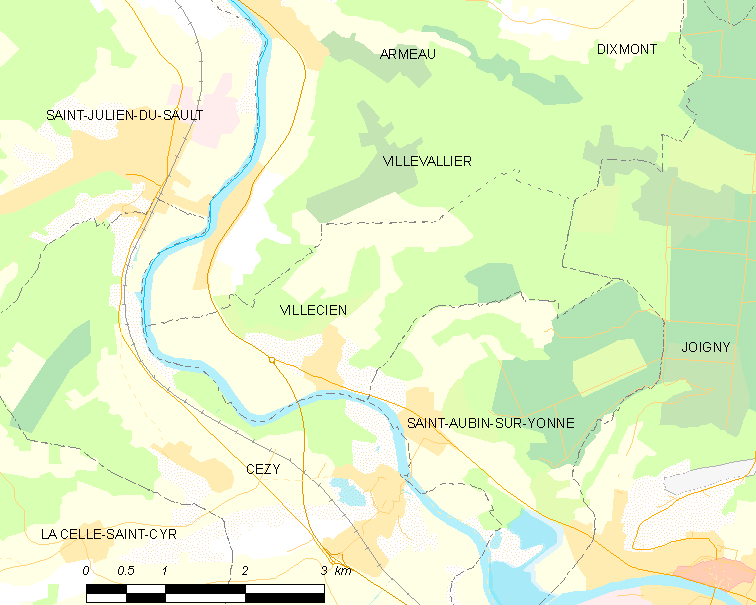
维勒西安的OSM定位图

维勒西安的时区为UTC+01:00、UTC+02:00（夏令时）。

## 行政
维勒西安的邮政编码为89300，INSEE市镇编码为89452。

## 政治
维勒西安所属的省级选区为茹瓦尼县。

## 人口

1962-2008年间维勒西安人口变化图示

维勒西安于2022年1月1日时的人口数量为348人。